# Fiesta del albariño

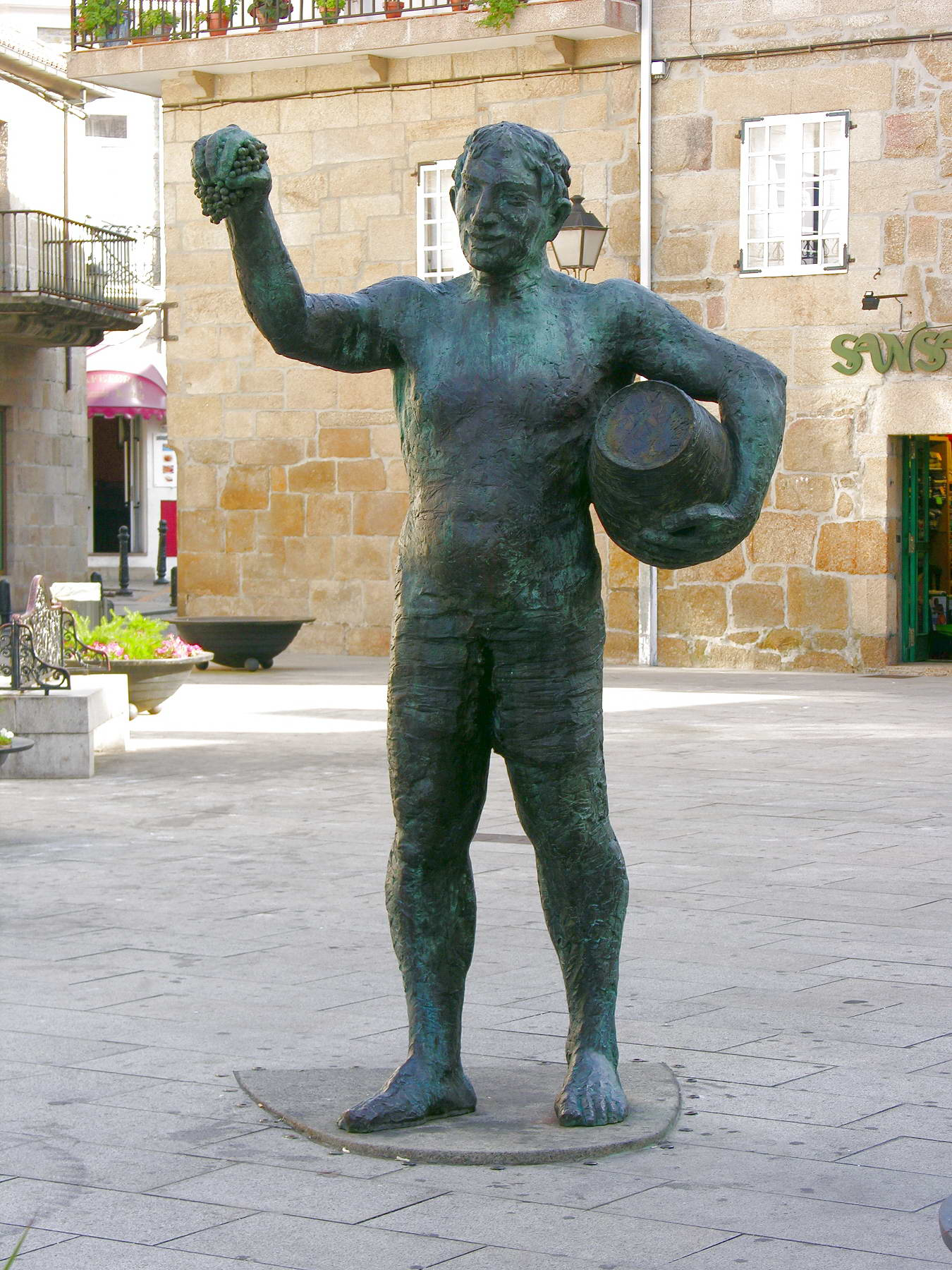
Estatua de Baco (Dios del vino), obra de Francisco Leiro, en Cambados.

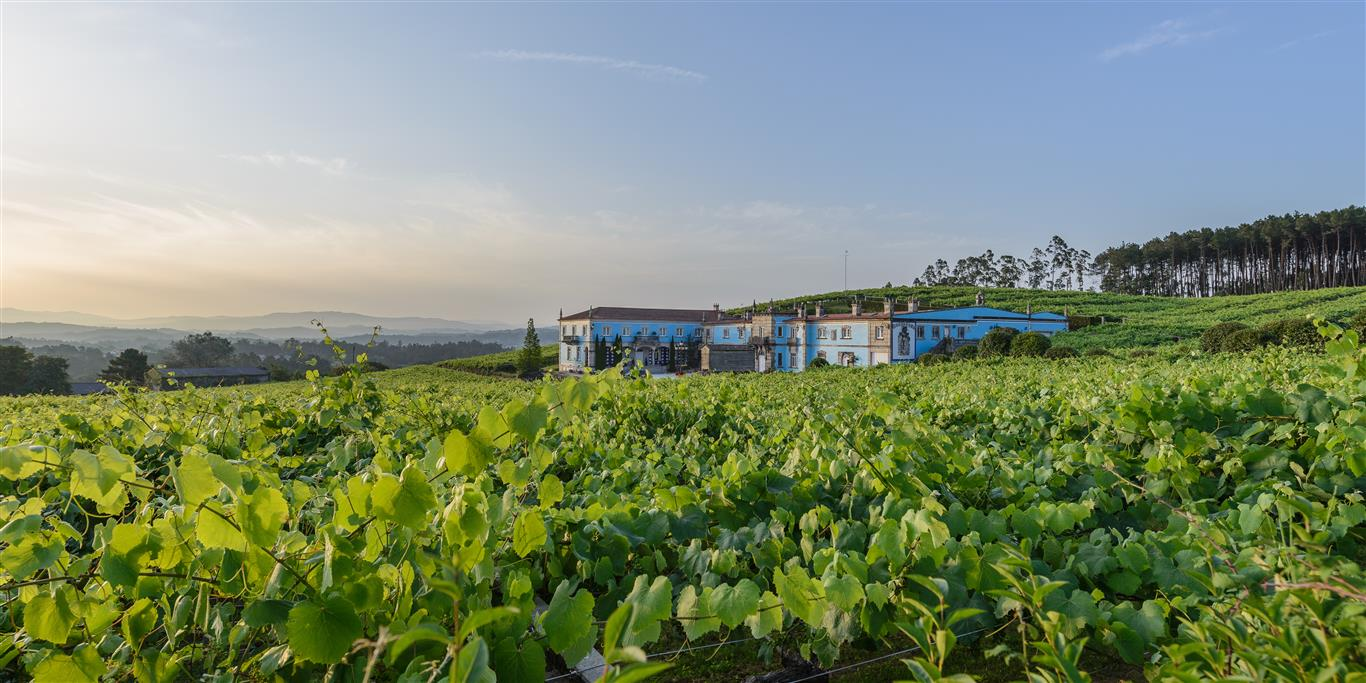
Bodega productora de vino albariño.

La fiesta del albariño es la fiesta vinícola más antigua de Galicia, la segunda de España y está dentro del conjunto de Fiestas de Interés Turístico Nacional. Se celebra en la villa de Cambados  (Pontevedra) España. Y desde 2018 declarada de interés turístico internacional.
El origen de esta fiesta fue un desafío en el año 1953 de Bernardino Quintanilla a su amigo Ernesto Zárate para demostrar cuál era el mejor albariño de la cosecha de 1952.

## Desarrollo de la fiesta
Actualmente se celebra durante la semana del primer domingo del mes de agosto. Es un acontecimiento popular, en el cual el vino es el protagonista junto con el gentío que, durante cinco días, recorre de forma incansable las casetas degustando los exquisitos caldos de esta región. Cada año se reúnen en Cambados alrededor de 150.000 personas. Esta cita es una de las más importantes del calendario festivo gallego.
La fiesta tiene dos caras. Una más pública, que se caracteriza por una serie de espectáculos musicales y pirotécnicos, exposiciones, competiciones deportivas, talleres y cursos sobre los aspectos productivos del albariño y, no puede faltar, una degustación colectiva. La segunda cara la conforman los actos oficiales, concretamente el desfile del Capítulo Serenísimo del Albariño, que el domingo, último día de la fiesta, sale desde la plaza del ayuntamiento hasta el Pazo de Fefiñáns, en cuya plaza de armas se realiza el acto de nombramiento de las Damas y Caballeros de Honor. En tan solemne acto, el Gran Mestre de la orden toca a los elegidos con unas hojas de vid, les da a beber una copa de vino, les entrega la medalla y los viste con la capa del Capítulo. También se hace entrega de las distinciones y nombramientos de Jóvenes Albariñenses, Albariñenses de Honor y Hojas de Plata.
Después de la celebración de estos nombramientos tiene lugar una comida oficial en la cual se hacen públicos los tres albariños premiados en el certamen de cata.

## Las peñas del albariño
Lo que más destaca y se hace ver a lo largo de los días en los que se desenvuelve la fiesta del albariño, son las peñas que dan colorido y ambiente a la fiesta con sus vistosas y originales camisetas. Esta tradición es de origen más reciente. Cada peña diseña una camiseta en la que destacan principalmente dos cosas: un lema y una representación gráfica. Las peñas de más abolengo, repiten su lema año tras año y acostumbran a mantener una coherencia con sus representaciones gráficas. Tres ejemplos de peñas de solera son la NBA (Nunca Bebas Auga), É mellor que faga dano ca que se perda o Cheghar e encher que, albariño tras albariño, podemos ver por todo Cambados con sus incansables, festivos y entrañables miembros. En las últimas ediciones el ayuntamiento promueve un concurso de camisetas.

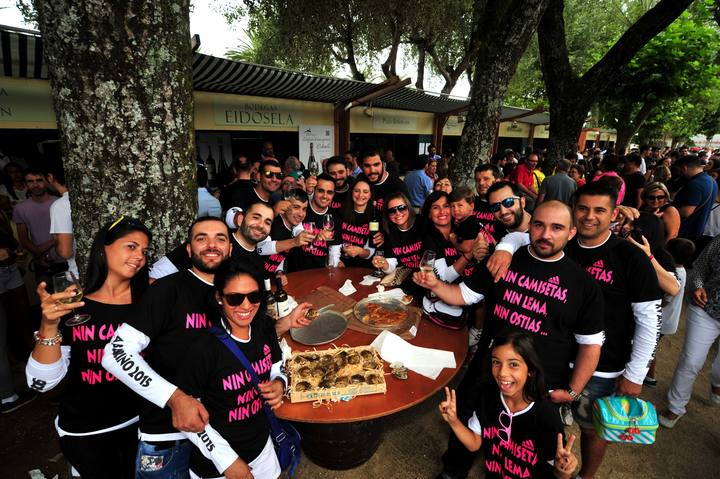
Grupo de amigos en la inauguración de la edición 2015

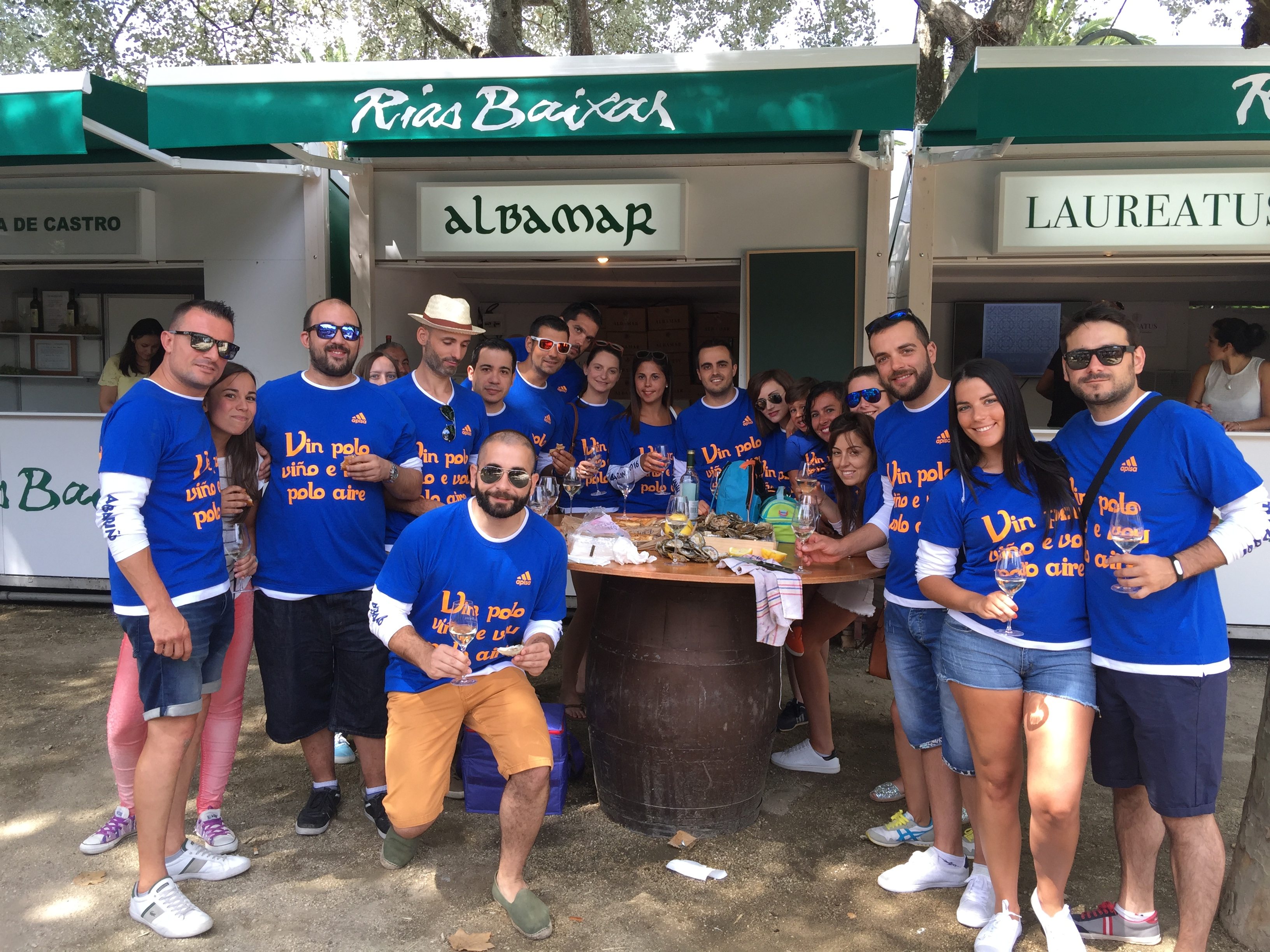
Peña de amigos inaugurando la edición 2016

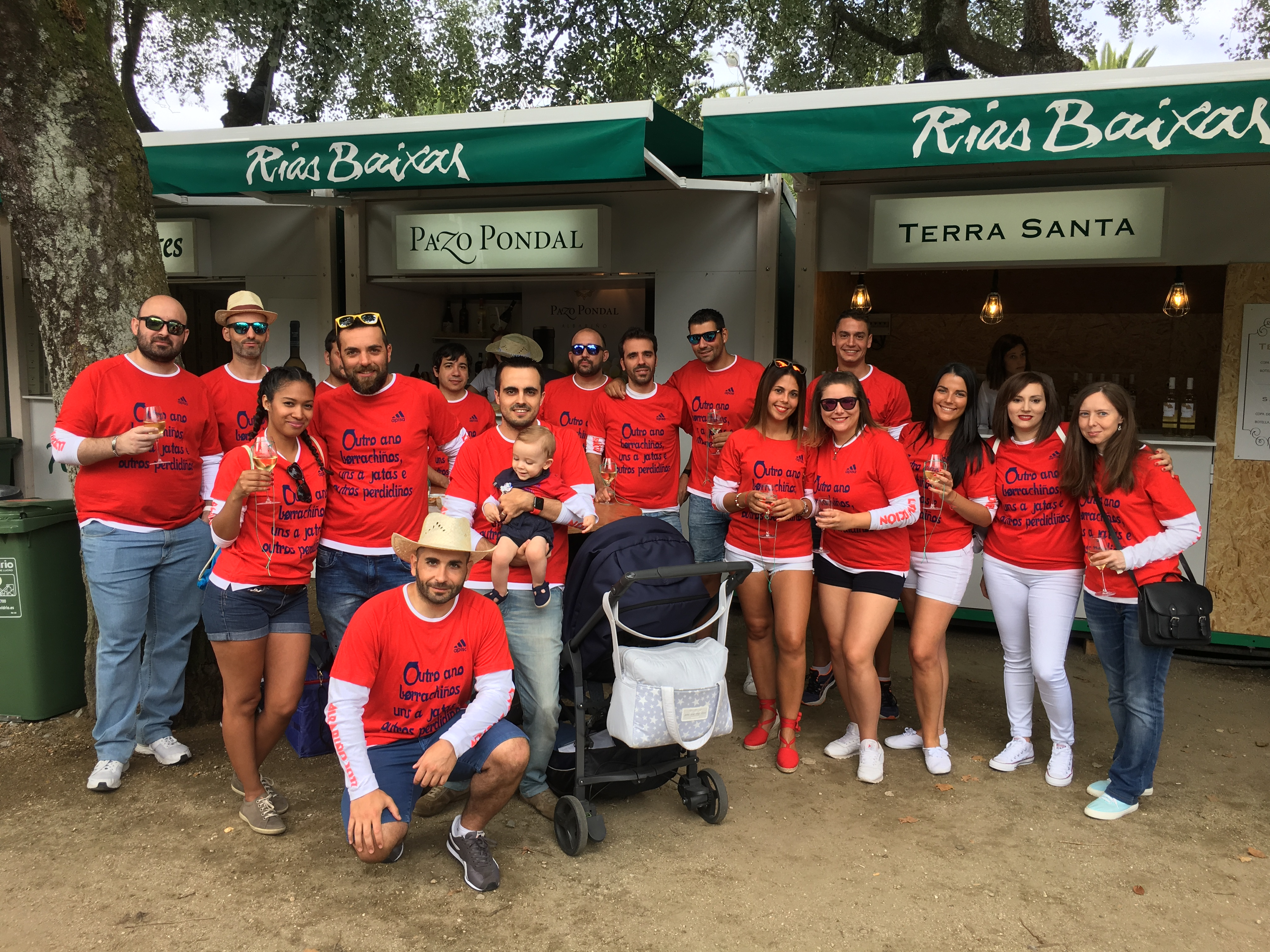
Cambadeses inaugurando la edición 2017 con la camiseta de la peña

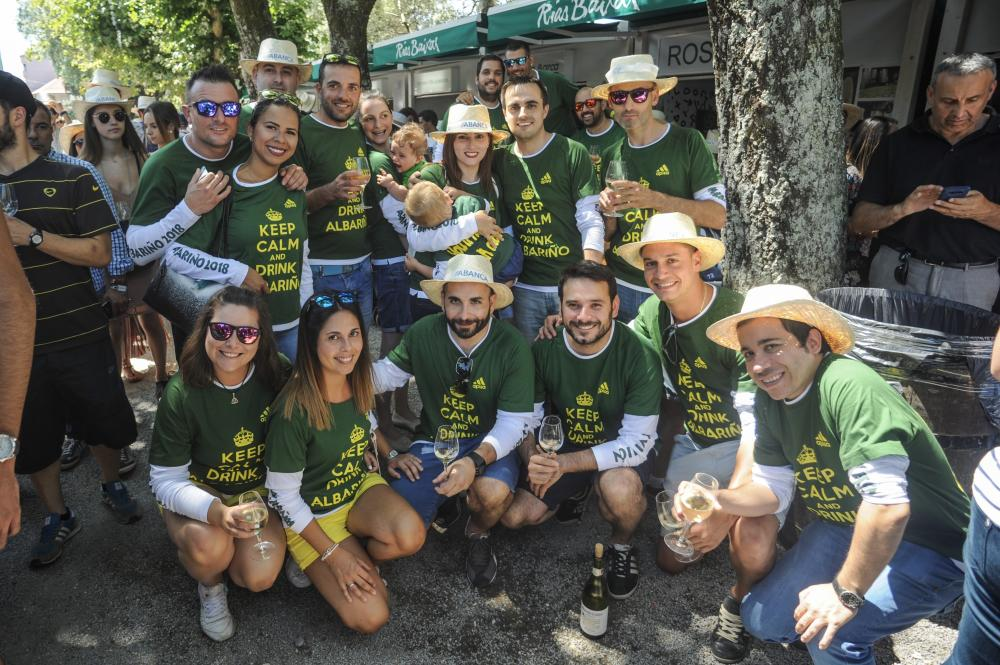
Grupo de amigos celebrando la inauguración de la edición 2018

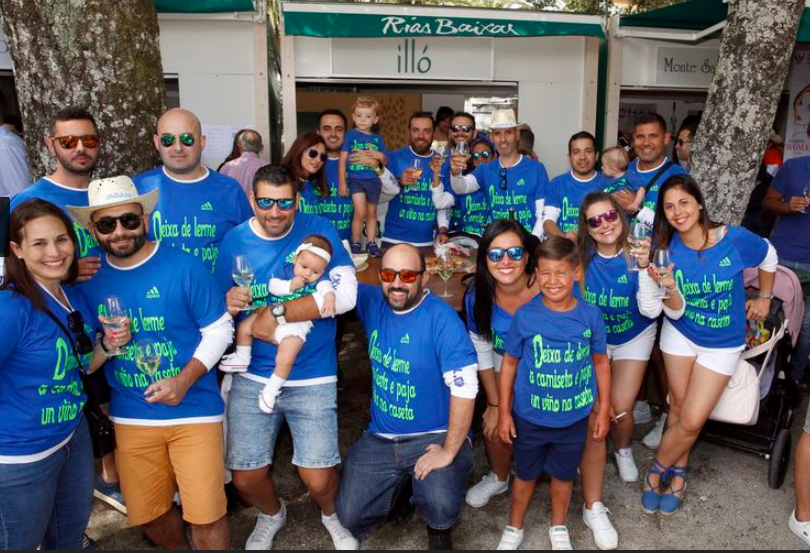
Peña inaugurando la edición 2019

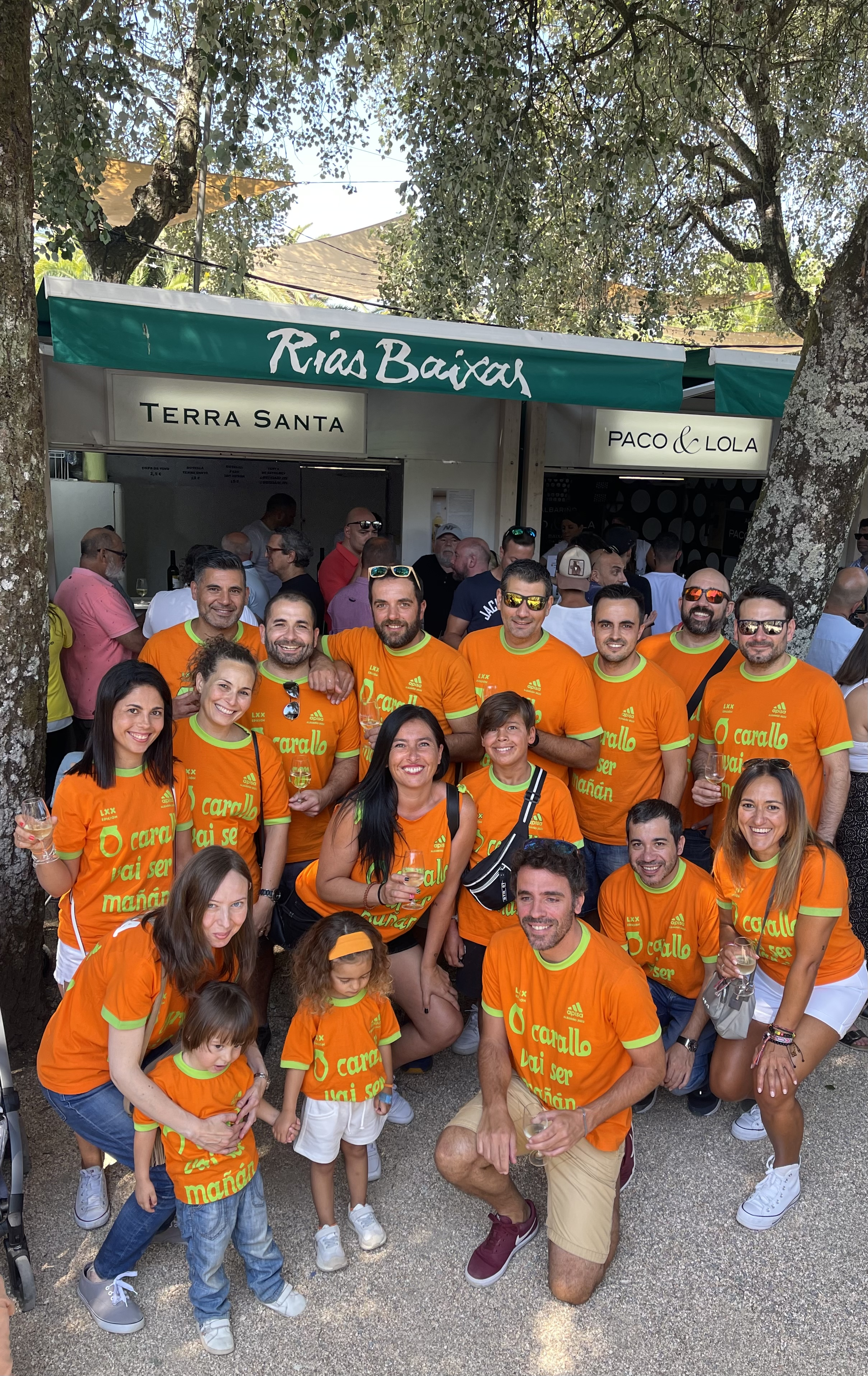
Peña de amigos inaugurando Albariño 2022 después de la pandemia

El perfil típico de una peña está formado por unas pocas personas de Cambados, que son las organizadoras y promotoras, a las que se juntan amigos de cada miembro que provoca un crecimiento exponencial del grupo. Con estas fiestas, se consiguen formar grandes grupos de amigos que, año tras año, se reúnen con el objetivo de renovar la amistad compartiendo vino y viandas gozando de un ambiente incomparable y con unos anfitriones inmejorables.
La peña más antigua de la Fiesta del Albariño es UNHA GRANDE CHEA[cita requerida], quienes a principios de los años 80 fueron los "inventores" del vaso atado con el cordel y que hoy en día usa todo el mundo. Además desde hace quince años, aproximadamente, vienen utilizando un chaleco de "gaiteiro" por lo que se les identifica fácilmente.

## Buenas prácticas en la fiesta

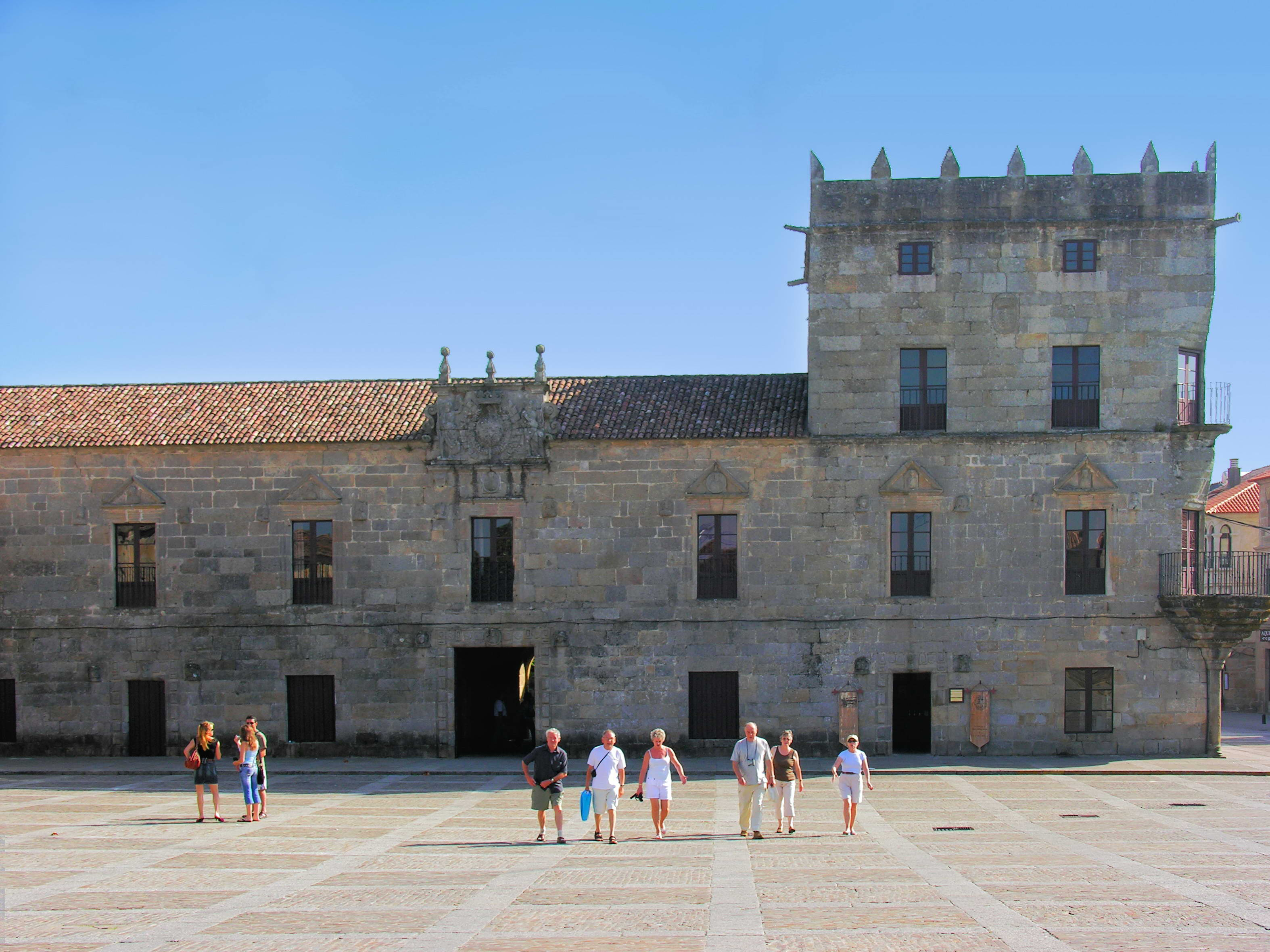
Plaza de Fefiñáns.

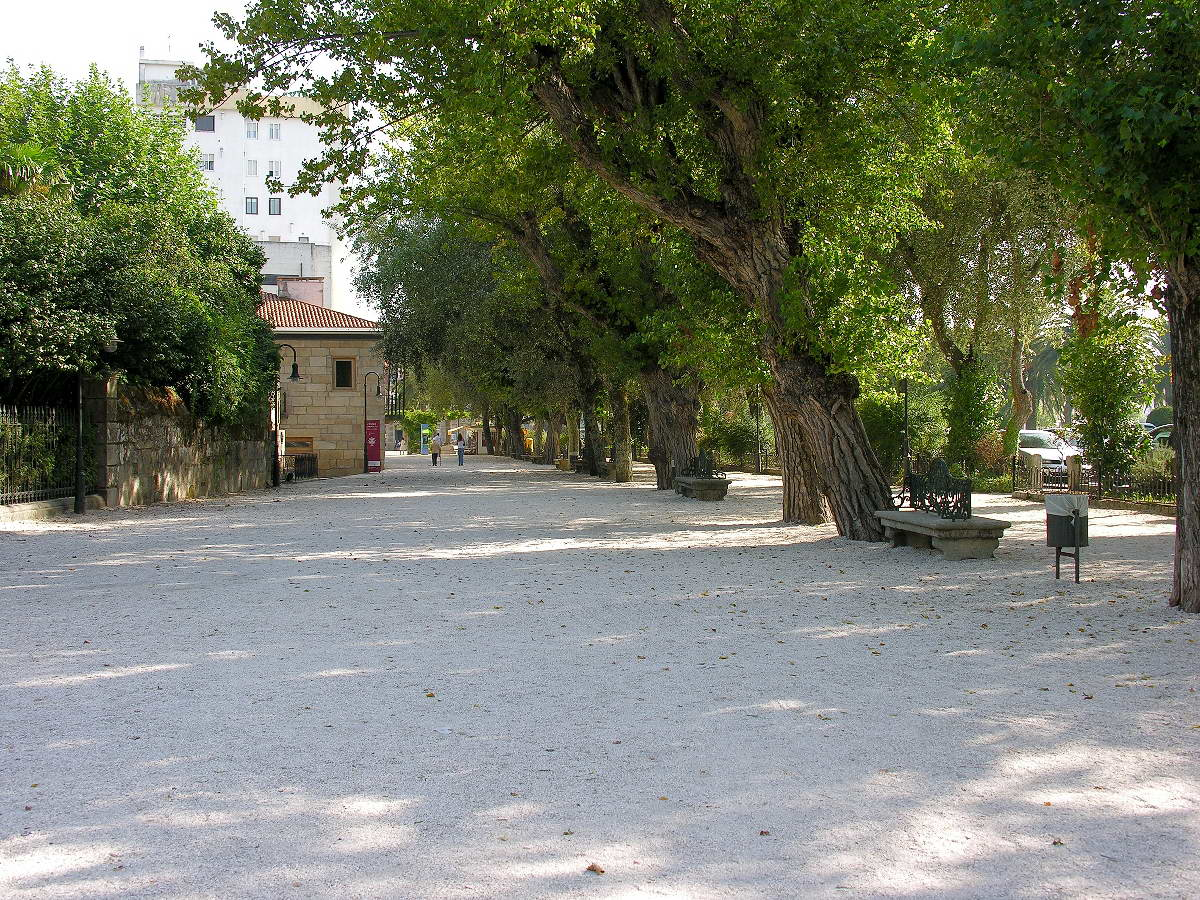
La Calzada en Cambados, donde se ponen las casetas de vino.

### Comer y beber
Como toda fiesta gastronómica, la moderación es un factor muy a tener en cuenta para que los excesos no nos estropeen estos días de diversión. Cambados es un maravilloso lugar para comer y beber todo el año. En las fiestas se montan unos puestos de comida alrededor de las casetas de vino de los distintos bodegueros que no son muy recomendables por la relación calidad-precio que ofrecen. La única ventaja que tienen es su estratégica situación, pero merece la pena caminar un poco en dirección a la Plaza de Fefiñáns o al paseo donde nos podemos encontrar con mesones y restaurantes en los cuales pagamos un precio razonable a cambio de una buena calidad.
El albariño se debe beber con el estómago lleno, estas fiestas son de comer y beber. No se deben dar grandes sorbos, debemos saborear sin prisa este maravilloso vino. Tampoco se debe mezclar con otras bebidas alcohólicas. Si vamos a la fiesta del vino deberemos beber vino y sólo vino. Es muy típico estar tomando vino durante todo el día y parte de la noche, y  cometer el error de tomar combinados al final de la noche, con consecuencias nefastas.

### Tradiciones de las peñas
Tradicionalmente se van recorriendo las distintas casetas probando el producto que expone cada bodega. Después de recorrer La Calzada, que es como se conoce al lugar donde están las casetas, se acostumbra a ir a bailar a la verbena. En los últimos años los grupos musicales que actúan en la plaza del ayuntamiento son de dudosa calidad, aunque no por eso la gente deja de acudir. Otro punto neurálgico de la  fiesta es La Alameda, más conocido localmente como "El Parque", donde se concentran numerosos integrantes de peñas que beben y comen al lado de los árboles con el frescor de la brisa marina.
Afortunadamente, en la Plaza de Fefiñáns siempre hay actuaciones de bandas consagradas. El viernes o el sábado son los días en el que actúa el plato fuerte del programa. El último día del Albariño, el domingo, es cuando se conocen las tres bodegas premiadas. La tradición es ir a probar estos vinos ganadores si aún no se han probado.